# Basílica da Visitação da Bem-Aventurada Virgem Maria (Levoča)

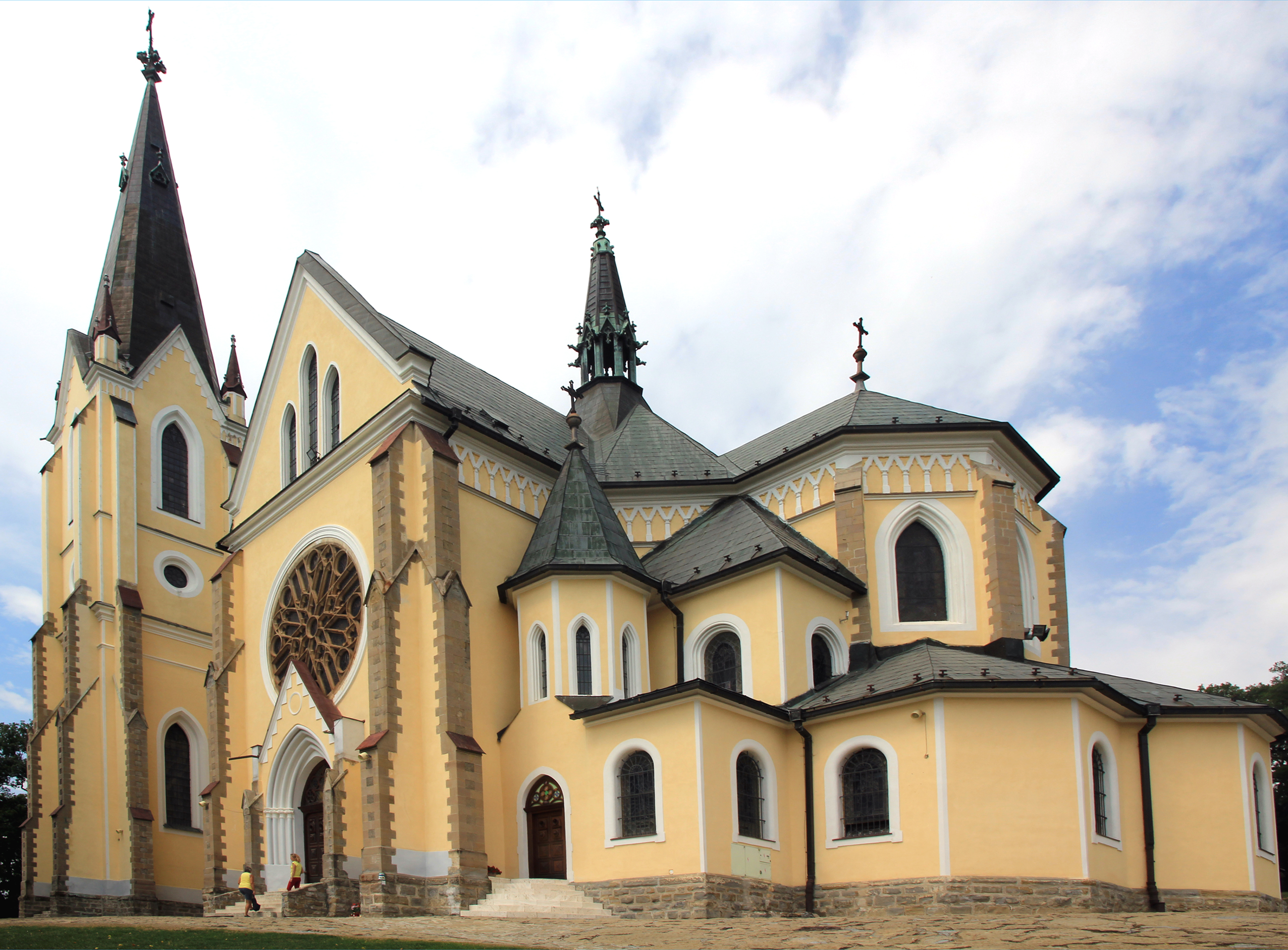
Basílica da Visitação da Bem-Aventurada Virgem Maria, Marian Hill, Levoča

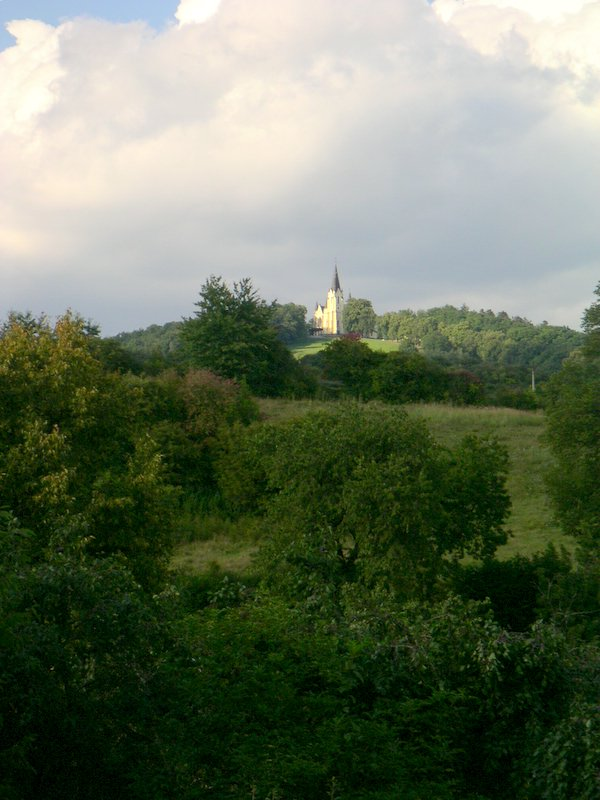
A basílica vista de Levoča

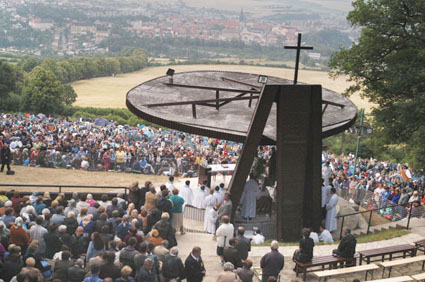
Peregrinação anual em Marian Hill

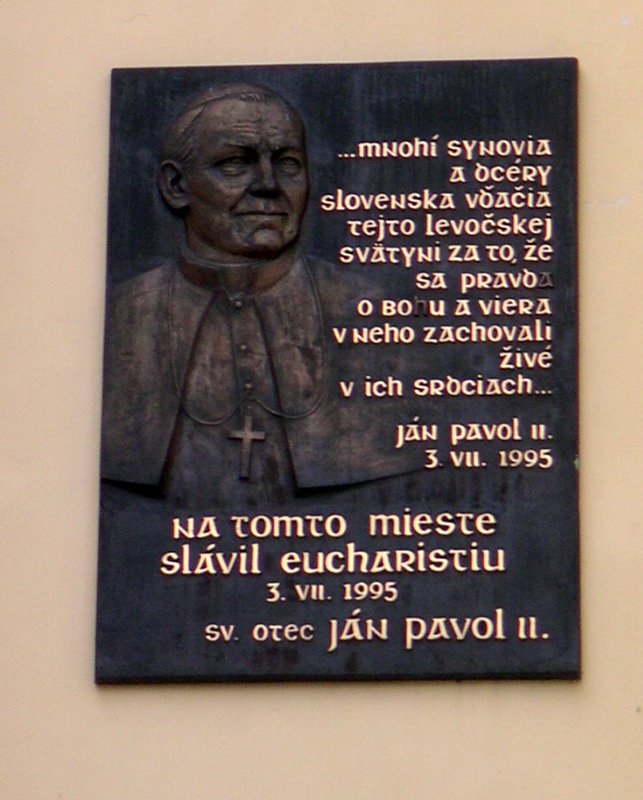
Placa comemorativa da visita do Papa João Paulo II

A Basílica da Visitação da Bem-Aventurada Virgem Maria (eslovaco: Bazilika navštívenia Panny Márie) em Levoča, Eslováquia, está localizada no cume de Mariánska hora (inglês: Marian Hill), (pronúncia eslovaca: [ˈMarijaːnska ˈɦɔra]; 781 m. acima do nível do mar), uma colina acima de Levoča com vista para a cidade e o campo. Construída em sua forma atual entre 1906 e 1922, a igreja é o destino de uma grande peregrinação anual. 

## Primeira igreja
Pensa-se que a localização da capela foi usada como refúgio pelos habitantes da cidade de Levoča durante as invasões mongóis do século XIII; também pode ter sido internado em um hospital para pacientes com hanseníase. Uma capela existe no local pelo menos desde o século XIII, e é mencionada nas crônicas de 1247. Atraiu peregrinos e há registros de reparos feitos na igreja em 1311 e 1322.

## Segunda igreja
A capela foi ampliada e reconstruída em 1470 e é representada desta forma no altar do Mestre Paulo de Levoča na Basílica de São Tiago em Levoča.  Em 1673, um grupo de pastores teria testemunhado uma aparição da Virgem Maria perto da igreja. 

## Terceira igreja
Um edifício barroco substituiu a segunda igreja em 1766. Quando o imperador José II proibiu as peregrinações por todo o Império Austríaco em 1787, a igreja de Mariánska hora entrou em declínio. Os reparos não começaram até 1820. Durante o século XIX, a igreja foi equipada com um órgão (1844), e estátuas em homenagem a Virgem Maria foram erguidas no caminho até a colina.

## A igreja atual
A pedra fundamental da igreja atual foi lançada em 1903. A construção, segundo projeto do arquiteto Anton Müller, só foi concluída em 1914, em decorrência da má qualidade dos materiais e do colapso da nova torre em 1908. O Papa João Paulo II, a pedido do bispo local, transformou a igreja em Basílica Menor em 1984 e visitou o local em 3 de julho de 1995, quando cerca de 650.000 peregrinos se reuniram para a ocasião. A peregrinação anual, em ou por volta de 2 de julho (Festa da Visitação - ainda celebrada na data tradicional de 2 de julho na Eslováquia), ainda atrai um grande número de participantes. Em 3 de outubro de 2005, Levoča e Mariánska hora foram selecionados para ingressar na Associação Europeia de Locais de Peregrinação Mariana.

## Capela ortodoxa grega
Uma capela ortodoxa grega, consagrada em 1858, fica ao lado da Basílica.